# Enterotoxinemi
Enterotoxinemi, även gasbrand, är en infektionssjukdom som drabbar lamm.

## Spridning
Sjukdomen orsakas av bakterien Clostridium perfringens typ D och finns normalt i mag- och tarmkanalen hos får. Bakterierna kan få en oönskad och mycket snabb tillväxt hos främst lamm i åldern 6-8 veckor, under förutsättning att dessa har tillgång till stora mängder mjölk och ett kraftigt och näringsrikt bete. Dödligheten kan vara så hög som 25 %.

## Sjukdomsförlopp
Sjukdomsförloppet är snabbt eller mycket snabbt. Ibland kan lammen dö utan att man hunnit konstatera några symtom. Symtomen är en ökad till hög andningsfrekvens och djuret andas med öppen mun. Temperaturen är hög och djuret har starka smärtor i buken. Kramper kan förekomma innan eller i samband med att djuret dör, oftast inom en-två timmar efter att man först konstaterar symtom.

## Behandling
Har sjukdomen en gång slagit rot i en besättning och någon vaccinering av tackorna inte gjorts (se nedan under "Förebyggande") är det viktigt att snabbt ändra foderstaten för djuren. De bör tas in i stall och endast få tillgång till hö eller halm samt vatten och saltsten. Kraftfoder bör undvikas.

## Förebyggande
Man har prövat vaccinationsprogram som visat sig skapa immunitet hos tackorna. När lammen sedan diat och då fått i sig råmjölken har denna immunitet överförts. Dock kan även vissa lamm behöva vaccineras.